# Hylaeus tricolor
Hylaeus tricolor là một loài Hymenoptera trong họ Colletidae. Loài này được Schrottky mô tả khoa học năm 1906.